# Sankt Pers kyrkoruin

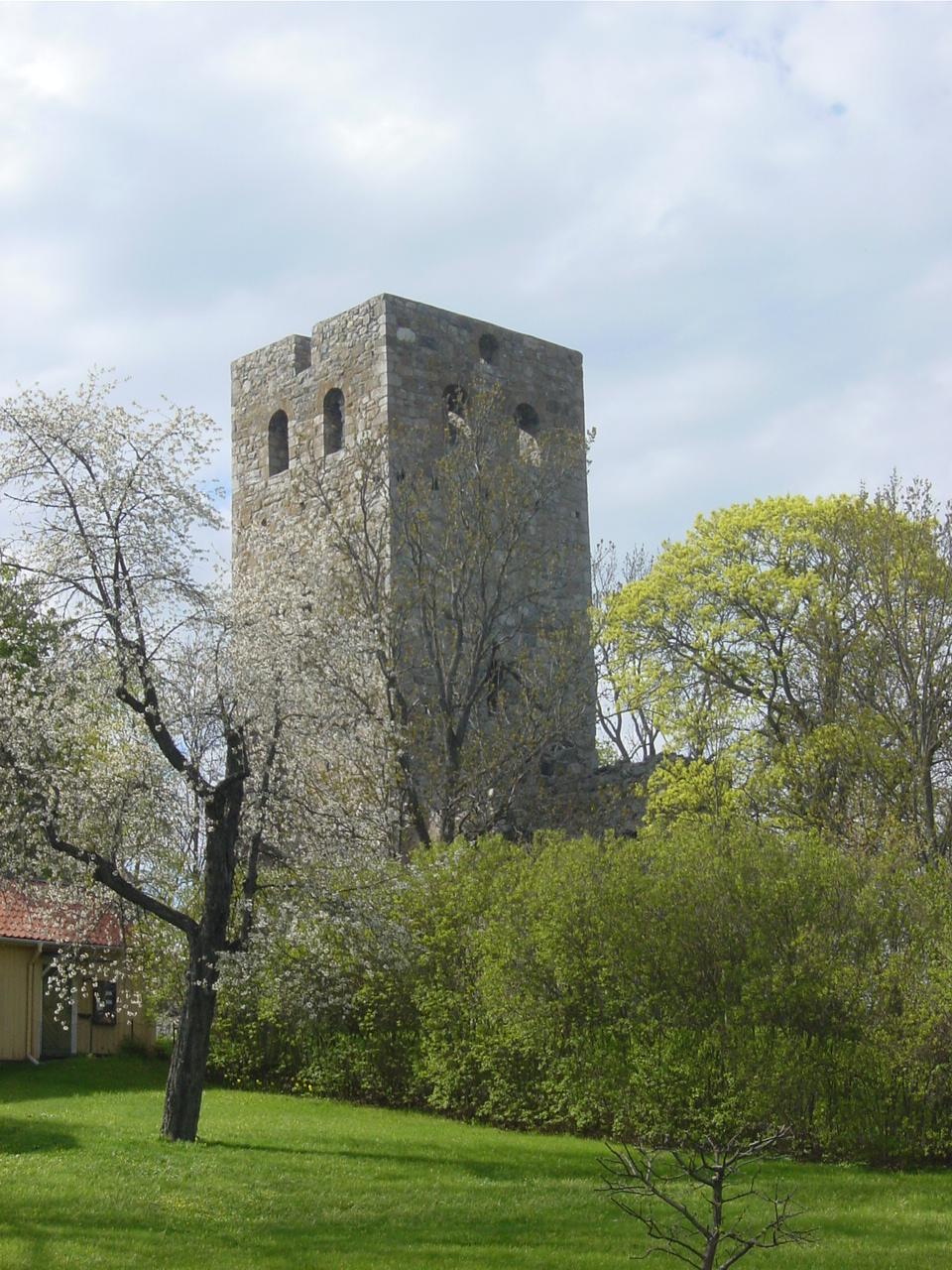
Sankt Pers kyrkoruin

Sankt Pers kyrkoruin ligger i Sigtuna, väster om den medeltida stadskärnan invid prästgården. Kyrkoruinen ligger på en höjd i den tidiga stadens västra del. Den stod färdig omkring år 1100. Sankt Pers kyrka kan troligen knytas direkt till kungamakten och anses ha varit ärkestiftets domkyrka före flytten till Gamla Uppsala 1190. Troligen har kyrkan uppförts i två etapper under 1100-talet. Östra delen med kor, mittorn och mittskepp uppfördes under början av 1100-talet, medan långhus och västtorn tillkom senare. under 2019 har ruinen restaurerats och är nu öppen igen för allmänheten.

## Byggnaden
Sigtunaborna började omkring år 1120 att bygga sin stora katedral, Sankt Per, med det resliga centraltornet. Arbetet pågick under lång tid, men blev ändå aldrig slutfört. Bland annat fullföljdes inte planerna på ett brett, möjligen dubbeltornigt västverk. Hur grunden var tänkt att anläggas kan iakttas utanför kyrkan. Senare forskning har antagit att Sankt Per med sin nuvarande utformning stod färdig först i början av 1200-talet, då det ståtliga västverket hade reducerats till endast ett torn. Samtidigt byggdes långhuset i två skepp med valv och pelare i rummets mitt.
Det har emellertid påvisats att särskilt de fint huggna pelarbaserna avsetts för någon annan byggnad, men slutligen hamnat i Sankt Per. Denna byggnad skulle kunna vara Sankt Nicolai, en kyrka som är utplånad ner till grundmurarna och sålunda står helt öppen för spekulation. Äldre vittnesbörd berättar emellertid om en treskeppig basilika utan korsarmar och med förhöjt mittskepp. Meningarna går isär om den uppfördes av svenska köpmän eller var votivkyrka för sjöfarande. I alla händelser var den en av Sigtunas yngre kyrkor, 1100-talets senare del, och i stor utsträckning rest av mer lättarbetad och eftertraktad sandsten. Under 1800-talet hade murarna tjänat ut som materialtäkt till traktens profanbyggnader. Åtminstone en köpmanskyrka har ändå funnits, Frisergillets kyrka, men om den vet man nästan ingenting. Under senare hälften av 1000-talet fanns det ett frisergille i Sigtuna, enligt två runinskrifter från staden.

### Sankt Per som försvarskyrka
Det är omdiskuterat om huruvida kyrkan utöver sin sakrala funktion även användes för försvarsändamål, vilket Redelius menar vore i linje den maktdemonstration som naturligt förelåg vid ett medeltida kyrkobygge. Det kvadratiska tornets murar är försett med fem högt sittande och genomgående hål per sida, i vilka man har funnit lämningar av trä. Hålens storlek antyder att bjälkar som stuckit ut genom dessa borde ha varit 20 centimeter i genomskärning, vilket enligt Redelius vore överdimensionerat för att hålen endast ska ha använts för att bära byggnadsställningar. Istället menar han att hålens grovhet och deras symmetriska, nästan beräknade, placering antyder en mer rejäl träkonstruktion som mer eller mindre permanent, med vertikala stolpar vid bjälkarnas infästning och med sekundära stöd i bryggans ytterkant, kan ha burit både kyrkklockorna och torntaket. Det resulterande galleriet kan även ha använts för spaning, bevakning och visuell kommunikation men också för försvar som en utvändig skyttegång:
En väktargång i S:t Per med en sammanbyggd klockbärande tornavslutning kan aldrig bli så mycket mer än en spekulation. Hela anordningen är ändå ett uttryck för medeltidsmänniskans benägenhet att förena höga syften med vardagens och den krassa verklighetens behov. Just därför bär den sannolikhetens prägel. Gunnar Redelius, 1970.

## Andra kyrkor och kyrkoruiner i Sigtuna
Under den tidiga medeltiden hade staden inte mindre än sju kyrkor med tillhörande kyrkogårdar. Alla utom biskopskyrkan låg utmed en gata bakom det äldsta bebyggelseområdet. Bakom raden med kyrkogårdar finns ett antal runinskrifter.
Ytterligare två kyrkoruiner finns i Sigtuna. Det är Sankt Olofs kyrkoruin, som ligger på kyrkogården väster om Mariakyrkan i Sigtuna, och Sankt Lars kyrkoruin, som ligger längs Prästgatan. Väster om S:t Lars kyrkoruin, ovanför Prästgatan står en klockstapel på Klockbacken i Sigtuna.

## Bildgalleri Sankt Pers kyrkoruin

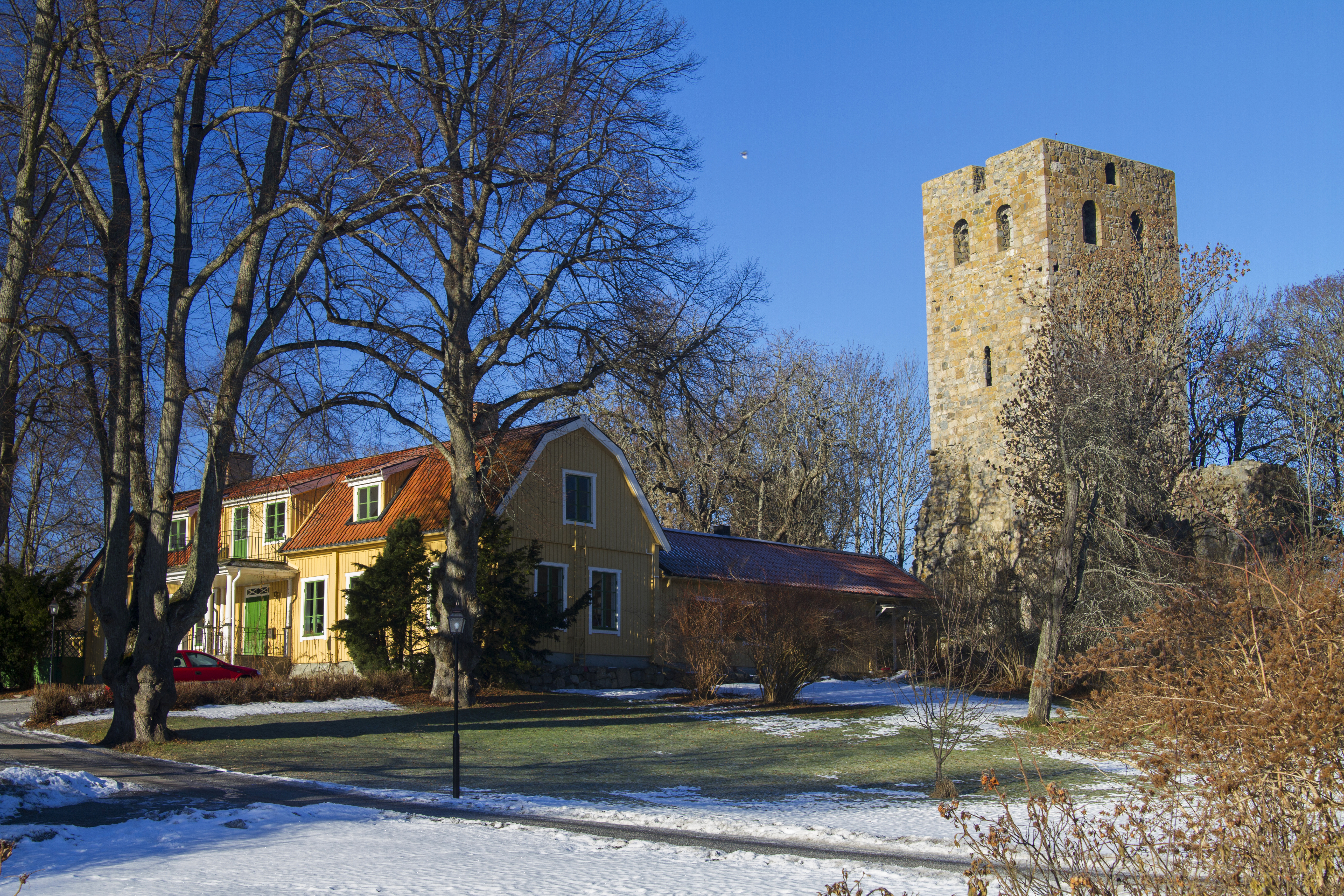
Sankt Pers kyrkoruin och Sigtuna prästgård i förgrunden
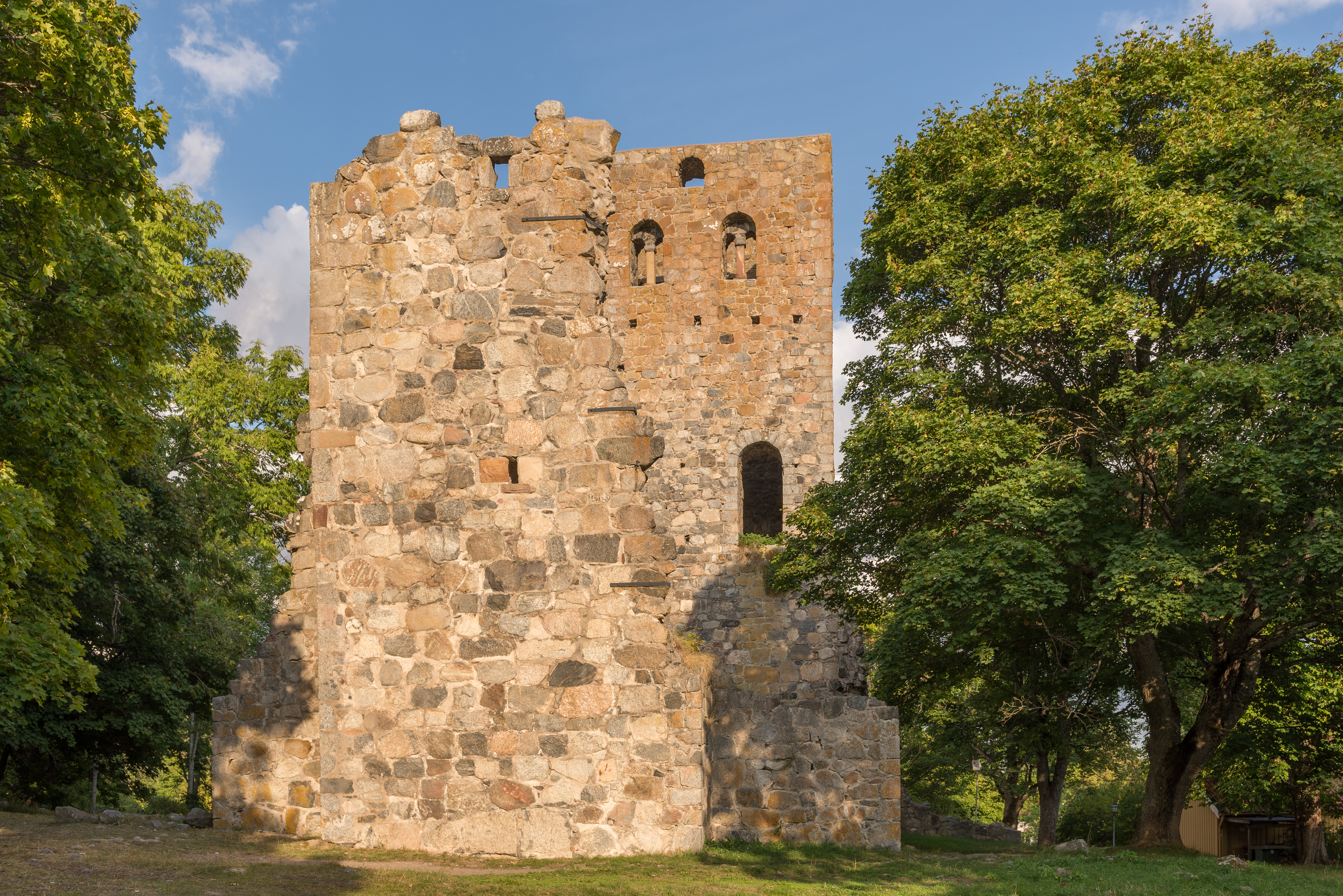
Sankt Pers kyrkoruin, exteriör
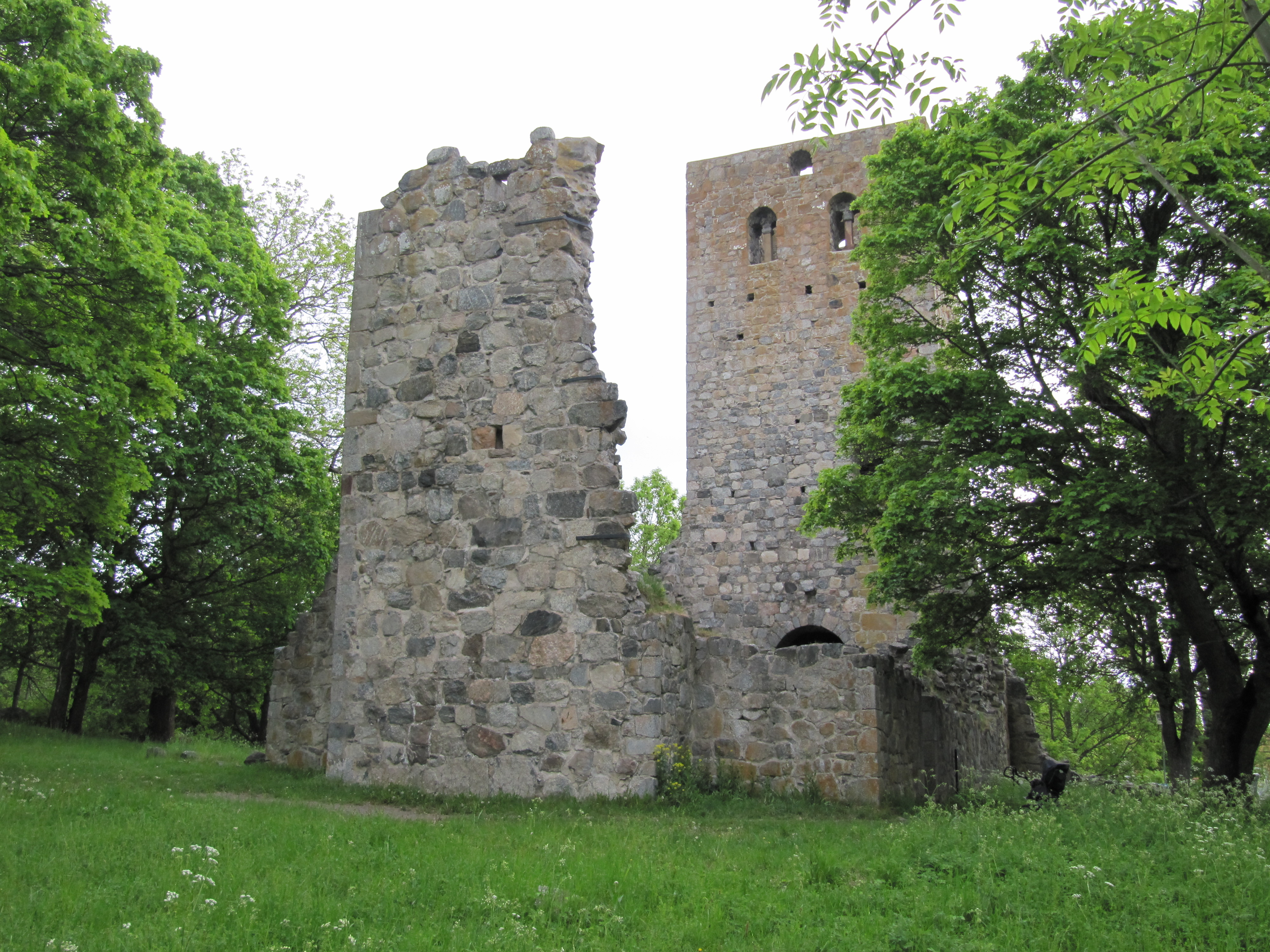
Från väster.
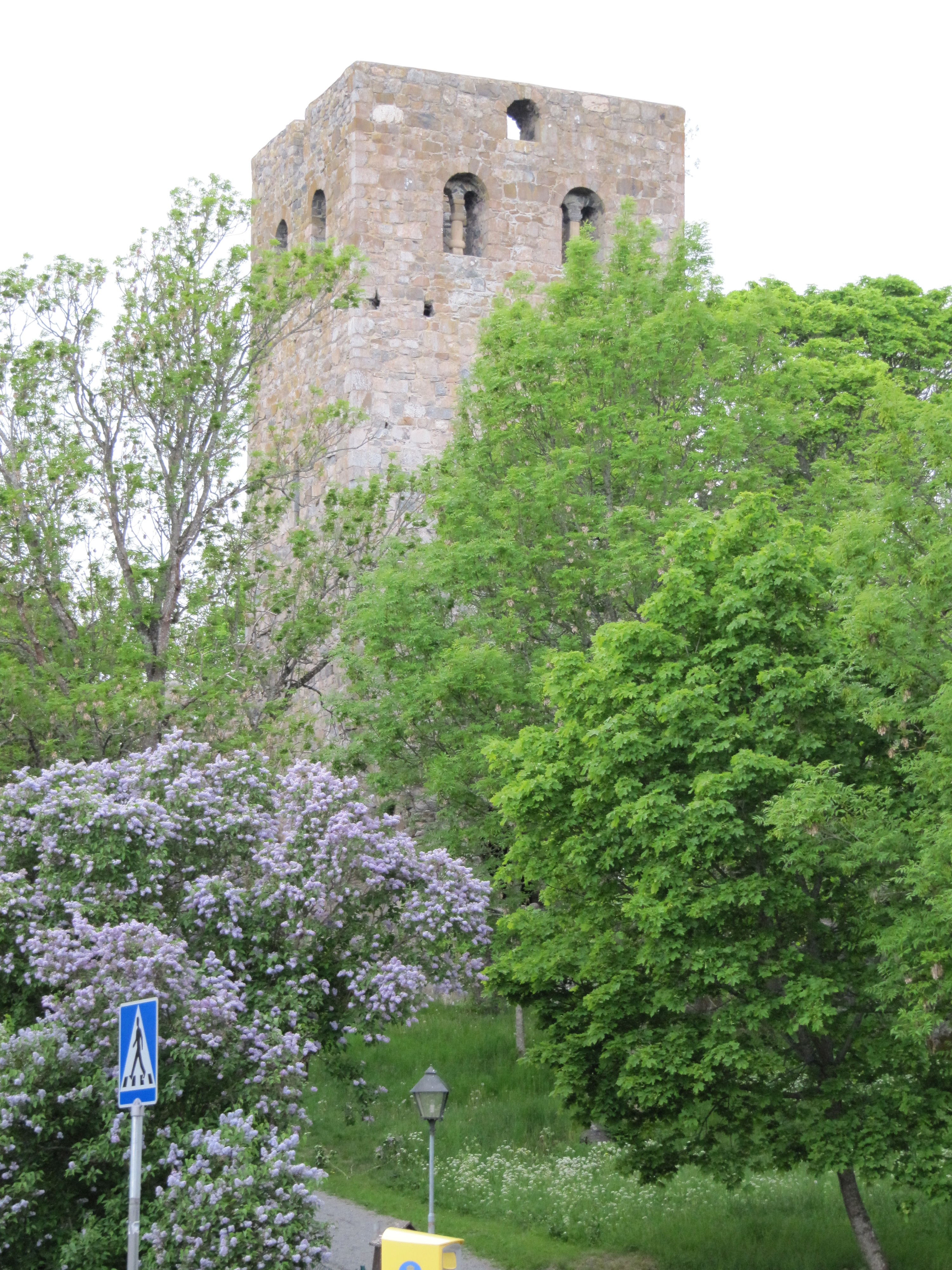
Exteriör
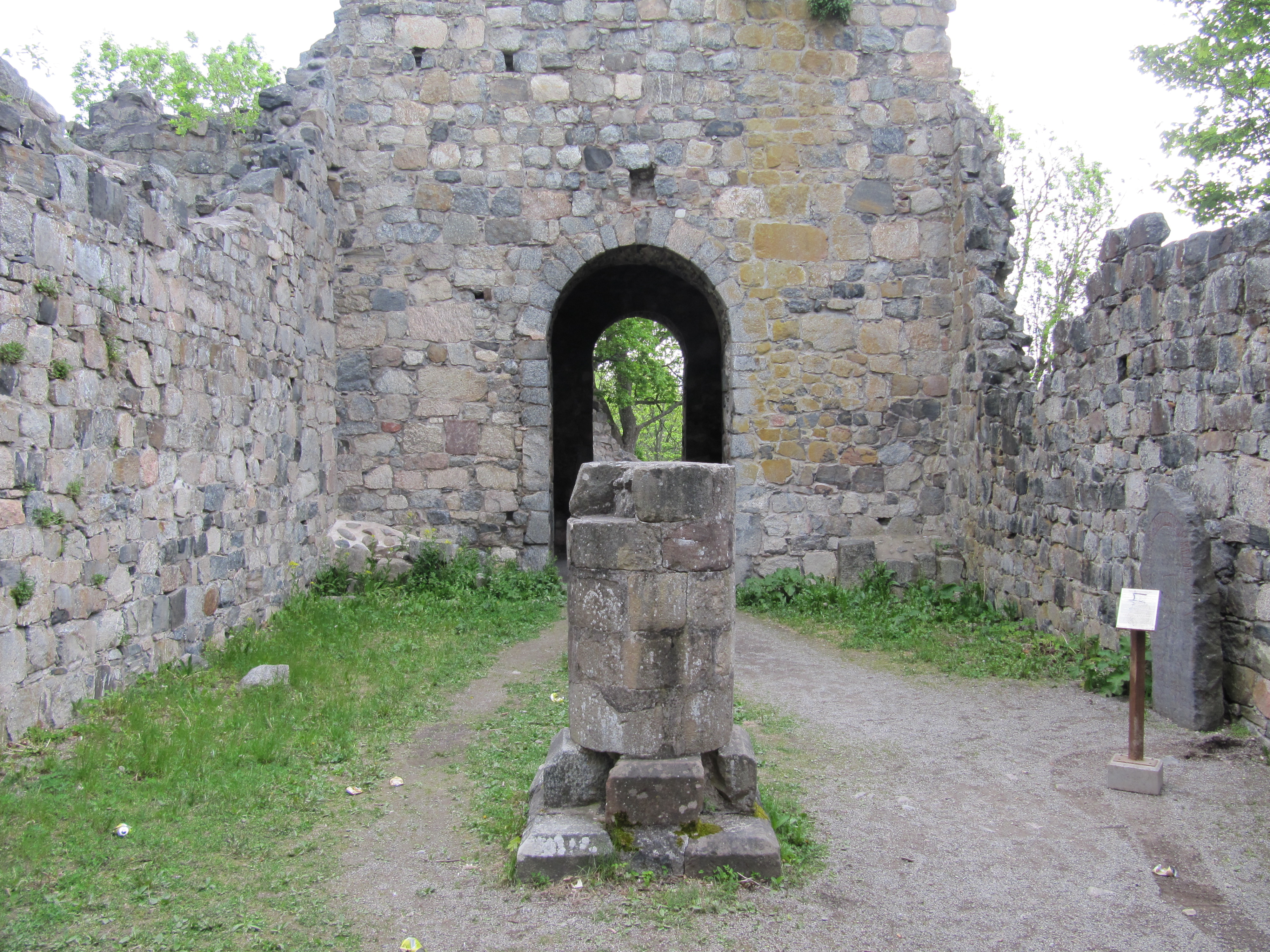
Interiör
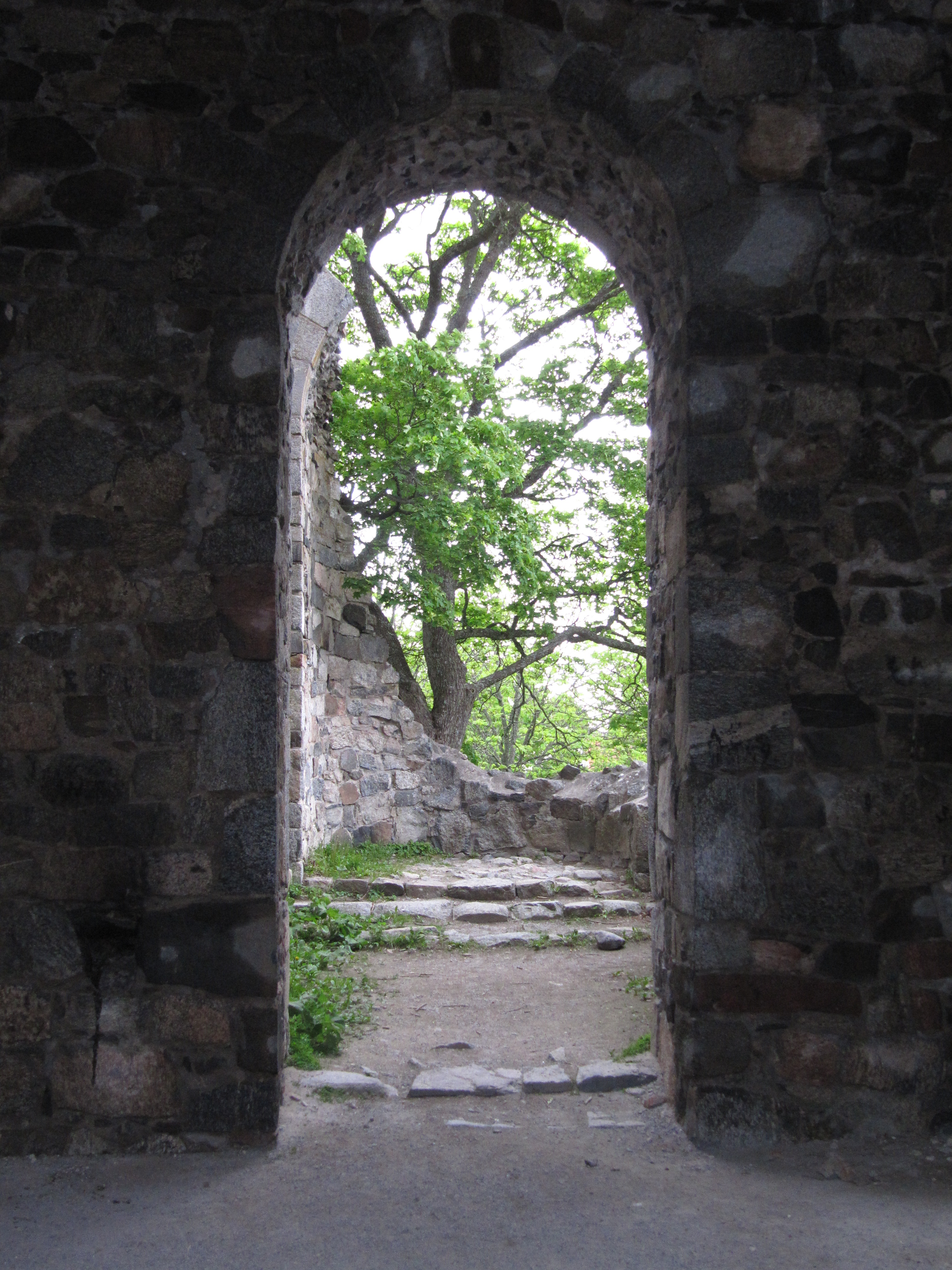
Interiör
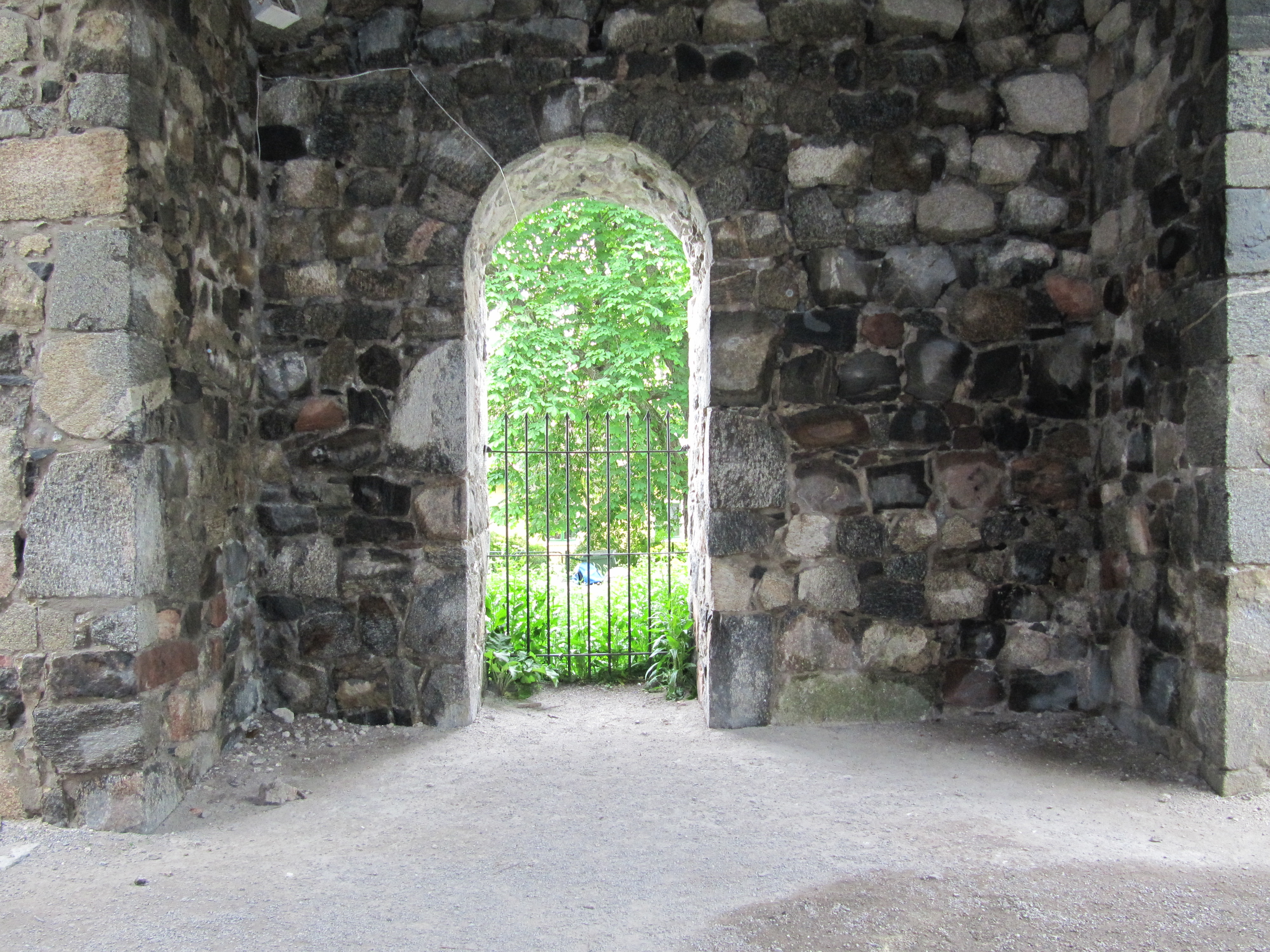
Interiör
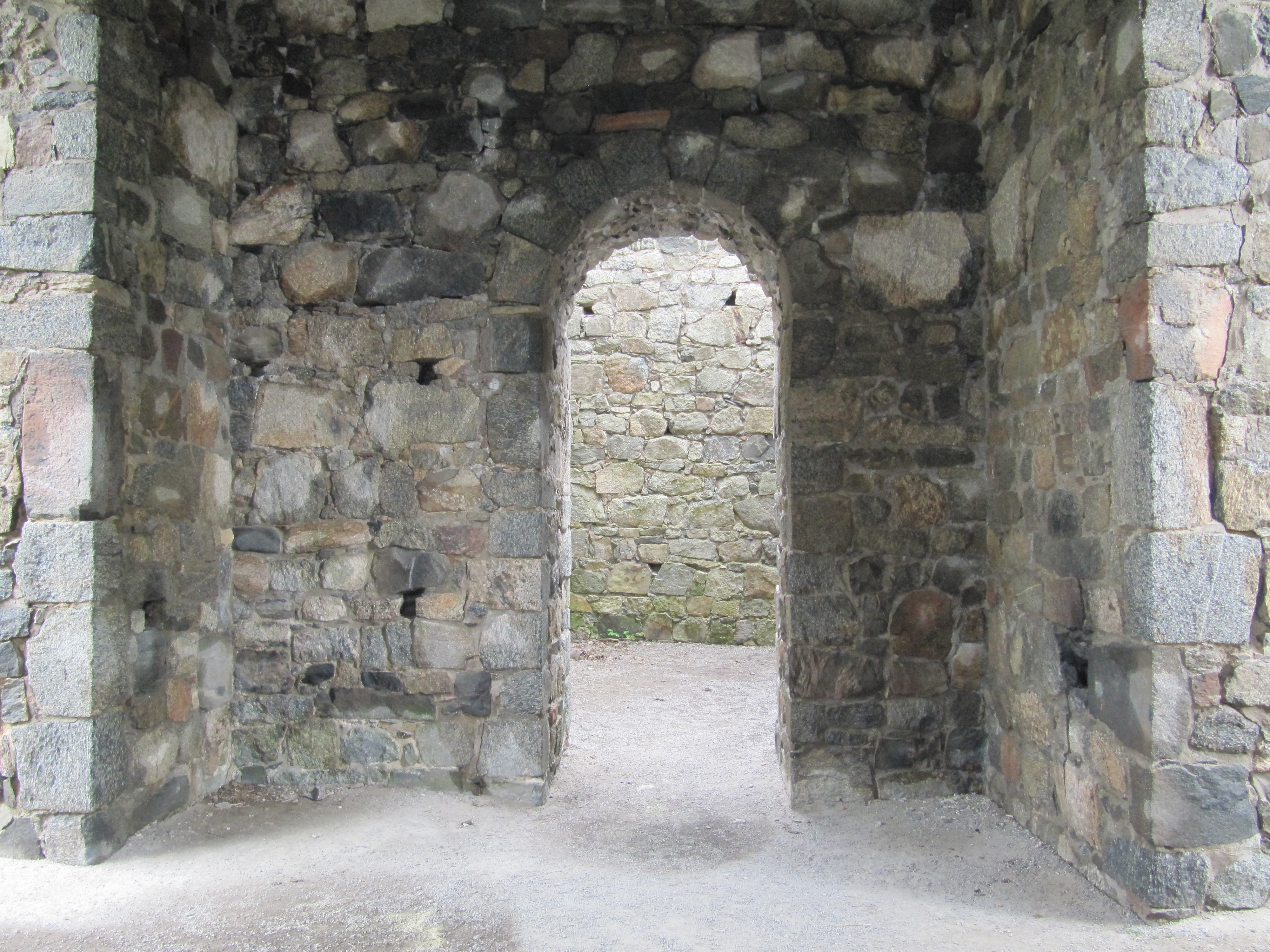
Interiör
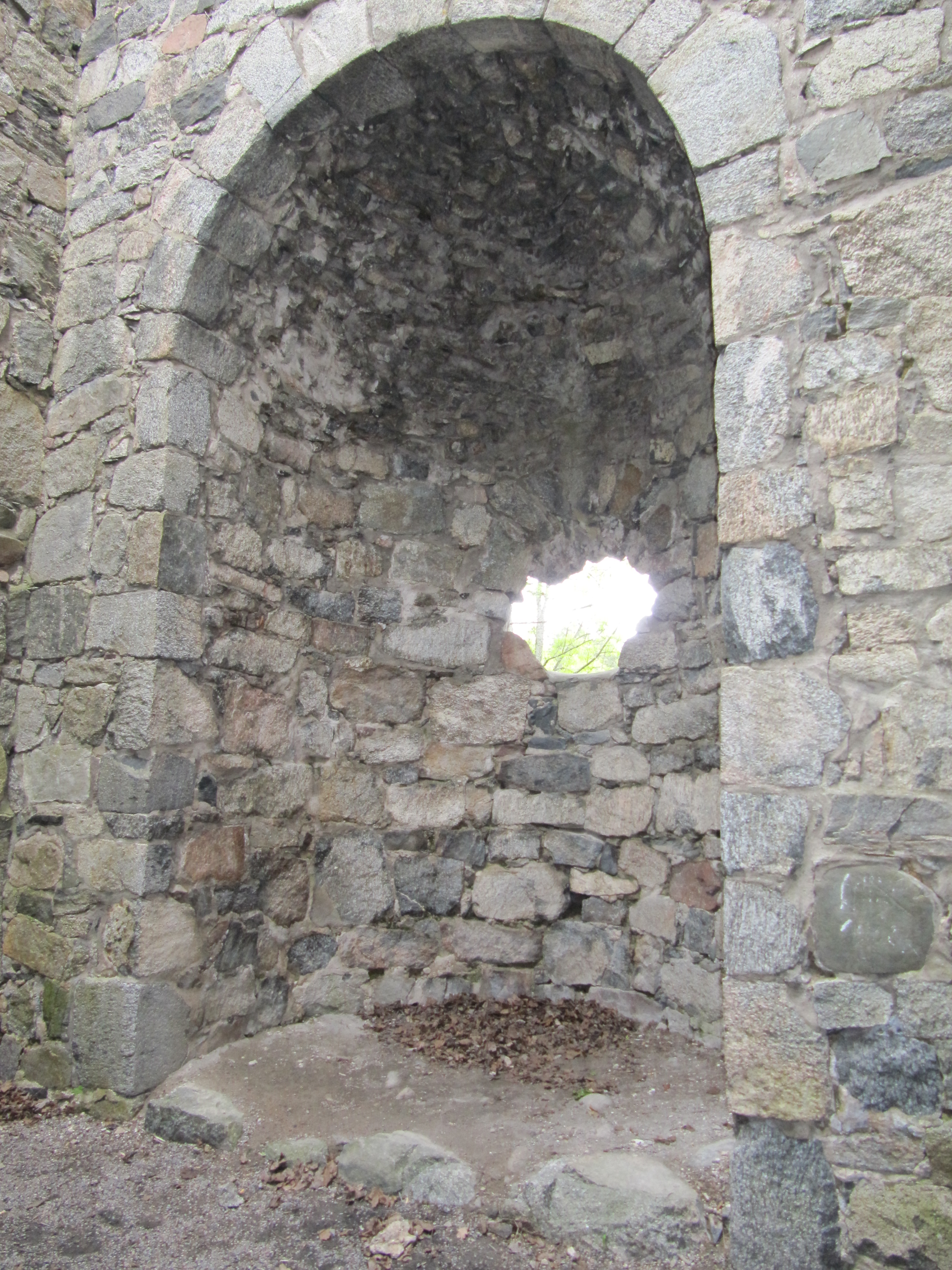
Interiör
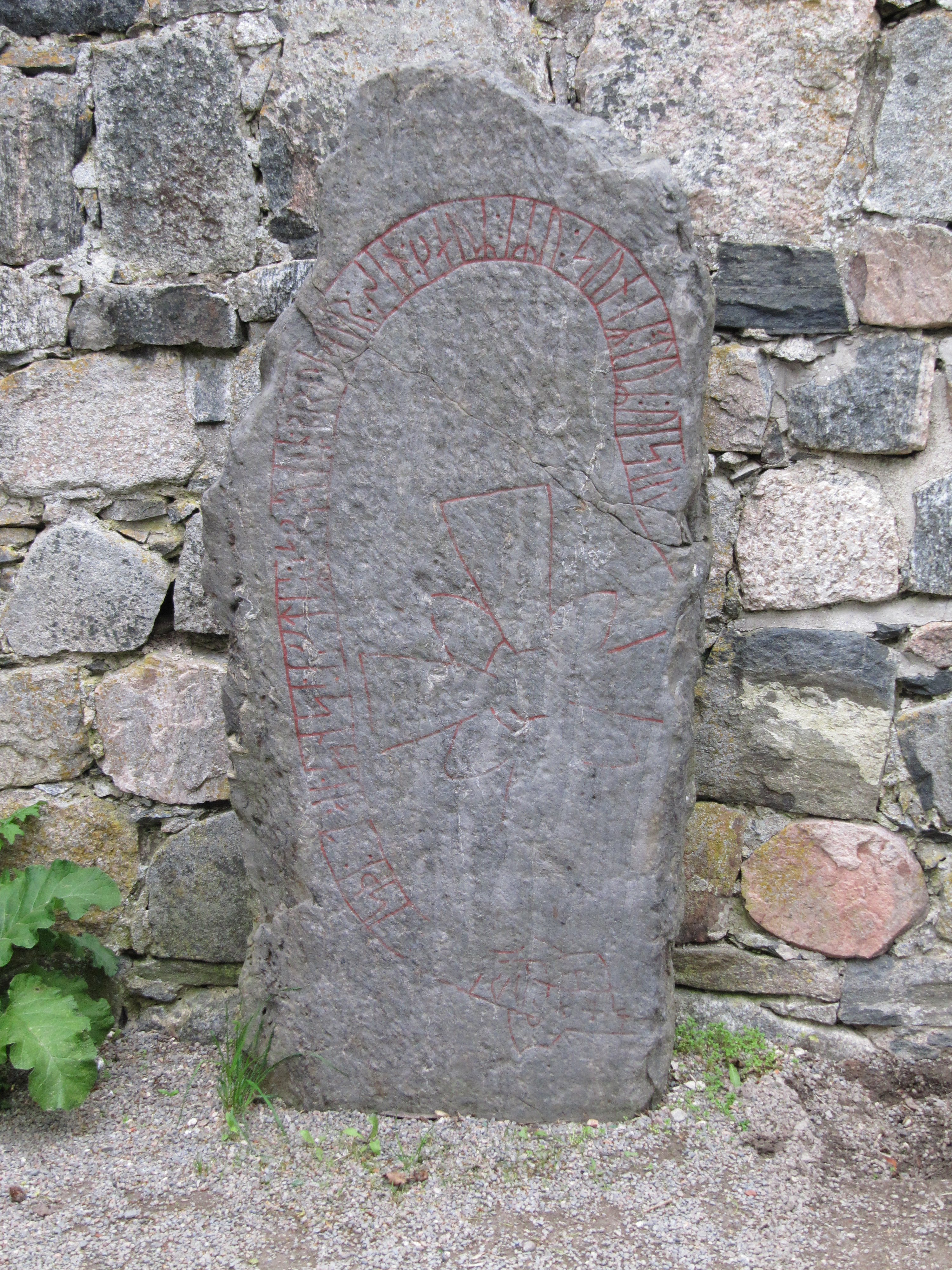
Runsten vid Sankt Pers kyrkoruin, U394.